# Patrice Hauret
Pour les articles homonymes, voir Hauret.
Patrice Hauret (né en 1977) est un mathématicien français spécialisé dans les méthodes numériques en mécanique.

## Formation et carrière
Hauret étudie à l'École polytechnique, où il soutient son doctorat en 2004 sous la direction de Patrick Le Tallec avec une thèse intitulée Méthodes numériques pour la dynamique des structures non linéaires incompressibles à deux échelles. En 2011, il soutient son habilitation (Contributions à l'analyse dynamique des structures multi-échelles). Il effectue des recherches chez Michelin en calcul scientifique.
Il mène des recherches sur la mécanique du solide non linéaire, les méthodes d'intégration temporelle, les méthodes de décomposition de zone et les méthodes multi-échelles, les méthodes mixtes telles que la discrétisation du mortier et les problèmes de contact mécanique.

## Prix et distinctions
En 2016, il a reçu le prix Felix-Klein.